# Бои за Крюково
Бои́ за Крю́ково — бои между советскими и немецкими войсками за посёлок Крюково и одноимённую железнодорожную станцию Московской области, а также за ближайшие окрестности (приблизительно в границах современного Зеленоградского административного округа города Москвы), в ходе битвы за Москву, шедшие с 30 ноября по 8 декабря 1941 года.

## Силы сторон
Советские войска (соединения 16-й армии генерал-лейтенанта К. К. Рокоссовского) оборонялись в следующем порядке (с левого фланга на правый):
- 44-я кавалерийская дивизия под командованием полковника П. Ф. Куклина (тогда в районе деревни Каменка; ныне на территории южной части района Крюково);
- 8-я гвардейская стрелковая дивизия имени И. В. Панфилова под командованием генерал-майора В. А. Ревякина (тогда в районе посёлка Крюково; ныне на территории районов Крюково, Старое Крюково и небольшом, южном участке района Силино);
- 354-я стрелковая дивизия под командованием полковника Д. Ф. Алексеева (тогда в районе деревень Алабушево и Матушкино; ныне на территории районов Силино и Матушкино).

По Ленинградскому шоссе (современная северная граница Зеленограда в районе мемориального комплекса «Штыки») проходила линия разделения с 7-й гвардейской стрелковой дивизией.
Немецкие войска наступали (с левого фланга на правый) в основном 35-й пехотной дивизией (севернее железной дороги) и 11-й танковой дивизией (южнее). Южнее располагалась 5-я танковая дивизия.

## Ход боёв

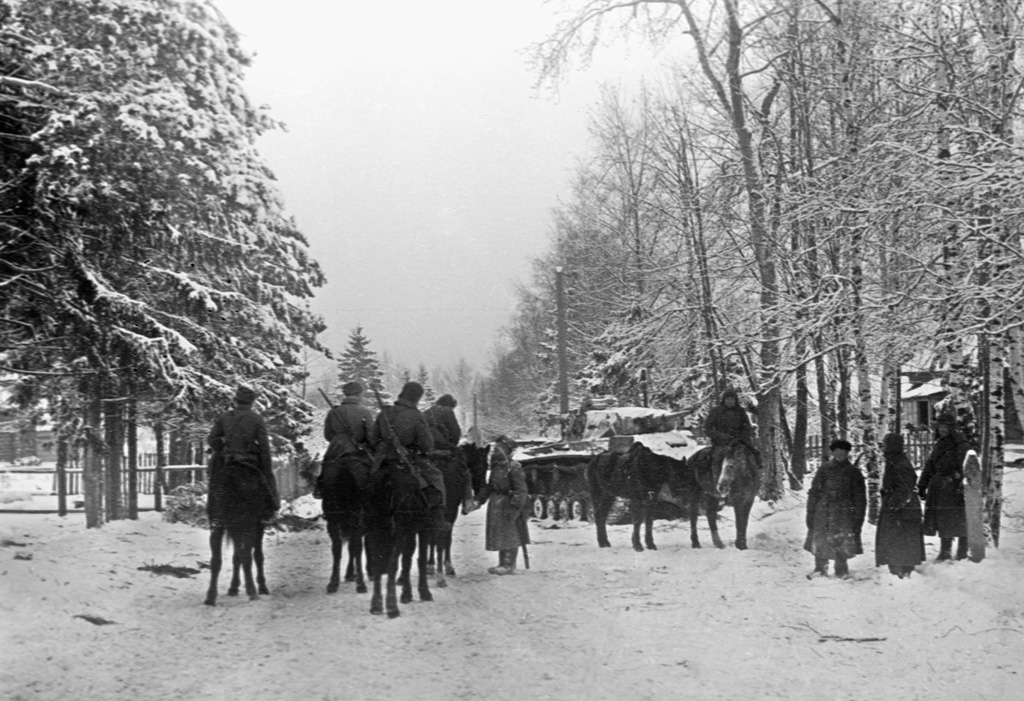
Конный патруль на улице деревни Крюково под Москвой, 20 декабря 1941 года.

Рубеж осени—зимы 1941 года ознаменовался прорывом в район Крюково, на удалении 30–40 км от Москвы, двух немецких войсковых группировок, действовавших на разных направлениях. В битву с ними вступили 8-я гвардейская стрелковая дивизия имени И. В. Панфилова, 2-й гвардейский кавалерийский корпус генерала Л. М. Доватора и 1-я гвардейская танковая бригада генерала М. Е. Катукова. 
Железнодорожный посёлок и станция Крюково имели особо важное стратегическое значение, так как были расположены на железной дороге Москва — Солнечногорск — Клин (Октябрьская железная дорога) и являлись важным узлом шоссейных и грунтовых дорог. Именно сюда, на железнодорожную станцию Крюково, после взятия немецкими войсками деревень Пешки и Никольское, был перенесён штаб 16-й армии Западного фронта РККА.
30 ноября 1941 года район Крюково был занят силами 5-й танковой дивизии вермахта, состоявшей из двух мотопехотных и одного танкового полков, артиллерийского полка и отдельного мотоциклетного батальона. В посёлке Крюково и слившейся с ним деревне Каменка враг имел наиболее сильный гарнизон. Поэтому первостепенными задачами 16-й армии в районе Крюково были внезапный разгром этого узла обороны противника и овладение им.
В ходе боёв посёлок Крюково восемь раз переходил из рук в руки; он был превращён вермахтом в опорный пункт с ДОТами и танковыми засадами.
В 10 часов утра 7 декабря 1941 года в соответствии с планом штаба после 13-минутной артиллерийской подготовки 8-я гвардейская стрелковая дивизия имени И. В. Панфилова и 44-я кавалерийская дивизия перешли в наступление. Враг оказывал упорное сопротивление на всём фронте наступления оперативной группы. В первой половине ночи с 7 на 8 декабря начали действовать штурмовые группы, державшие вражеский гарнизон в напряжении в течение всей ночи: у противника неоднократно отмечались случаи паники и беспорядочной стрельбы. На рассвете 8 декабря советские войска возобновили наступление. Немецкое командование перебросило из Жилино батальон пехоты и предприняло контратаку из района железнодорожной станции Крюково на север. Отражая контратаку противника, командир 8-й гвардейской стрелковой дивизии, генерал-майор В. А. Ревякин, ввёл в бой свой танковый резерв — танковый батальон 1-й гвардейской танковой бригады (6 танков). В результате 5-я танковая дивизия вермахта понесла большие потери и начала спешно отводить свои части из Крюково, Каменки и Горетовки на запад, что окончательно определило успешное выполнение поставленных штабом дивизии задач.

## Результаты
В ожесточённых наступательных боях 7 и 8 декабря 1941 года войска 8-й гвардейской стрелковой дивизии Красной Армии при тесном взаимодействии с 354-й стрелковой дивизией разгромили более 2 батальонов мотопехоты противника, захватили 29 танков, 4 бронемашины, 43 автомашины и много другого военного имущества, а также овладели весьма сильным узлом сопротивления противника Крюково и заняли ряд опорных пунктов в глубине его обороны.

## Память
Бои за Крюково являются одним из ключевых событий предыстории города Зеленограда. В городе и окрестностях находится большое количество памятников Великой Отечественной войны: наибольшую известность из них получил мемориальный комплекс «Штыки», из братской могилы которого 3 декабря 1966 года в ознаменование 25-летней годовщины разгрома гитлеровских войск под Москвой был взят прах Неизвестного солдата и перезахоронен в Александровском саду у стен Кремля.
Связь боёв с песней 1974 года «У деревни Крюково» (музыка М. Фрадкина, слова С. Острового) является распространённым заблуждением, в послевоенных воспоминания сам Островой считал деревню Крюково собирательным образом.